# Sacred Reich
Sacred Reich es una banda de thrash metal formada en Phoenix, Arizona, (Estados Unidos) en 1985. Después de varias grabaciones con Metal Blade Records, firmaron con Hollywood Records por un corto período, para luego regresar a Metal Blade para continuar su carrera. En 2000, la banda se separó y se reunió nuevamente en 2007.
El baterista Dave McClain abandonó la agrupación para unirse a Machine Head en 1995. El guitarrista líder Wiley Arnett formó la banda The Human Condition en julio del año 2000.
En noviembre de 2006, la banda anunció que tocaría algunos conciertos en el 2007 en Europa, incluyendo el festival Wacken Open Air. Sin embargo, de acuerdo con una entrevista con el cantante Phil Rind, no hay planes aún para la grabación de un nuevo álbum de estudio de Sacred Reich.
La banda contribuyó con una versión de la canción "Sweet Leaf" de Black Sabbath para el compilado Hempilation: Freedom Is NORML, y una versión "The Big Picture" de la agrupación Subhumans aparece como cara B del sencillo promocional "Open Book". En el año 2019, la banda edita su nuevo álbum de estudio titulado Awakening, luego de más de dos décadas.
En sus dos primeros álbumes, la banda tenía un sonido puramente thrash metal; sin embargo, con su álbum de 1993 Independent, Sacred Reich añadió el groove metal a su repertorio, sonido que también mostrarían en Heal y Awakening.

### Miembros actuales
- Phil Rind – bajo y voz (1985–2000, 2006–presente)
- Wiley Arnett – guitarra solista (1986–2000, 2006–presente)
- Dave McClain – batería (1991–1995, 2018–presente)
- Joey Radziwill – guitarra rítmica (2019–presente)

### Miembros pasados
- Jason Rainey – guitarra rítmica (1985–2000, 2006–2019, fallecido en 2020)
- Greg Hall – batería (1985–1991, 1996–2000, 2006–2018)
- Dan Kelly – voz (1985–1986)
- Jeff Martinek – guitarra (1985–1986, fallecido en 2018)
- Ray Nay – batería (1985)
- Mike Andre – bajo (1985)

### Músicos para los directos
- Chuck FitzGerald – batería (1996)
- Tim Radziwill  – batería (2018)

## Discografía

### Estudio
- 1987 - Ignorance
- 1990 - The American Way
- 1993 - Independent
- 1996 - Heal
- 2019 - Awakening

### Demo
- 1986 - Draining You of Life

### EP
- 1988 - Surf Nicaragua
- 1989 - Alive at the Dynamo
- 1991 - A Question

### Singles
- 1990 - 31 Flavors
- 1993 - Independent
- 1993 - Open Book/The Big Picture

### Otros
- 1997 - Still Ignorant - Vivo
- 2007 - Surf Ignorance - Compilado